# A Dictionary of Greek and Roman Antiquities
A Dictionary of Greek and Roman Antiquities ("Un diccionari de les antiguitats gregues i romanes"), de William Smith, és una enciclopèdia anglesa que tracta sobre l'antiguitat clàssica. Es va publicar el 1841, amb nombroses reedicions posteriors. Cobreix el dret, la religió, l'arquitectura, les guerres i la vida quotidiana.
Es pot comparar amb altres enciclopèdies de la mateixa època en francès, alemany i italià, com ara el Dictionnaire des Antiquités grecques et romaines (de Charles Victor Daremberg i Edmond Saglio), la Realencyclopädie der classischen Altertumswissenschaft (d'August Pauly i Georg Wissowa) i el Dizionario epigrafico di antichità romane (d'Ettore De Ruggiero).

## Edicions
- Edició de 1890, Perseus Project
- Edició de 1870, Google Books
- Edició de 1875 (parcial), LacusCurtius
- Versió facsímil del Dictionary of Greek and Roman Antiquities (edició de 1870) Arxivat 2006-04-09 a Wayback Machine. (anglès)
- Versió del A Dictionary of Greek and Roman Antiquities (edició del 1875). (anglès)